# Laufey (chanteuse)
Pour les articles homonymes, voir Laufey.
Laufey Lín Jónsdóttir, dite Laufey, est une autrice-compositrice-interprète islandaise, née le 23 avril 1999 à Reykjavik.

## Biographie

### Jeunesse et débuts
Laufey Lín Jónsdóttir naît le 23 avril 1999 à Reykjavik. Elle grandit entre l'Islande et Washington dans une famille de musiciens. Ses grands-parents maternels sont professeurs de musique en Chine et sa mère, Lin Wei, est une violoniste classique qui a enseigné au Reykjavík College of Music (en), à la Purcell School for Young Musicians (en) de Londres et à la Yip Academy à Hong Kong.
À l'âge de quatre ans, elle commence à jouer du piano, et du violoncelle à l'âge de huit ans. Elle passe ses étés au Conservatoire central de musique à Pékin avant d'étudier le violoncelle au Berklee College of Music.
En 2014, elle est finaliste de Ísland Got Talent (is), puis demi-finaliste de The Voice Iceland l'année suivante.
En 2020, elle publie son premier titre, Street by Street, sur DistroKid. Celui-ci obtient un peu d'attention. Elle poste également sur ses réseaux sociaux des vidéos dans lesquelles elle chante des standards de jazz d'artistes comme Ella Fitzgerald et Billie Holiday. Elle commence ainsi à se constituer une base de fans sur le net, ce qui attire l'attention de différents producteurs. Elle décide de signer avec le label britannique AWAL.

### Everything I Know About Love
Son premier album studio, Everything I Know About Love (en), sort le 26 août 2022. Laufey défend cet album sur scène. Dans le cadre de cette tournée, elle donne deux concerts à guichets fermés au mois d'octobre dans la salle islandaise Harpa à Reykjavik avec l'orchestre symphonique d'Islande. Ces deux représentations sont enregistrées et un album live, A Night at the Symphony, sort le 2 mars 2023.

### Bewitched
Son deuxième album Bewitched (en) sort le 8 septembre 2023. Aux États-Unis, il débute à la première place des classements de Billboard Jazz Albums et Traditional Jazz Albums et à la vingt-troisième place du Billboard 200. Il se vend cette semaine-là à 23 000 exemplaires, marquant le meilleur démarrage pour un album de jazz depuis Love for Sale de Tony Bennett et Lady Gaga en 2021.
Bewitched s'est distingué en remportant le prix du meilleur album pop vocal traditionnel lors de la 66e cérémonie annuelle des Grammy Awards 2024.

## Discographie

### Albums studio
- 2022 : Everything I Know About Love (en)
- 2023 : Bewitched (en)

### Album live
- 2023 : A Night at the Symphony (avec l'orchestre symphonique d'Islande)

### EPs
- 2021 : Typical of Me
- 2022 : The Reykjavík Sessions
- 2023 : A Very Laufey Holiday

### Singles
- 2021 : Let You Break My Heart Again (avec Philharmonia Orchestra)
- 2021 : Love Flew Away (avec Adam Melchor)
- 2021 : Love to Keep me Warm (avec Dodie Clark)
- 2023 : Spotify Single Holiday
- 2025 : Silver Lining
- 2025 : Tough Luck
- 2025 : Lover Girl